# Fredrik Hanell
Fredrik Hanell, född 30 september 1979, är en svensk universitetslektor vid institutionen för kulturvetenskaper vid Linnéuniversitet.
Hanell disputerade 2019 med en avhandling i vilken han undersöker hur digitala verktyg används i svensk förskollärarutbildning.
Hans forskning sker huvudsakligen inom inom tre forskningsområden: 1) bibliotekens samhälleliga funktion, 2) medie- och informationskunnighet i digitala miljöer, och 3) digital metodutveckling och -kritik.
Hanells vetenskapliga publicering har (2024) enligt Google Scholar ett h-index på 8 och drygt 200 citeringar.
Hanell var fram till 2020 aktiv inom Miljöpartiet, bland annat som ordförande för Miljöpartiet i Skåne.